# Muriel de Rengervé
Muriel Rolland de Rengervé, née Muriel Montero le 2 octobre 1975, est une historienne et romancière française. Elle vit en Bretagne.

## Biographie
Après des études en classes préparatoires au lycée Louis-le-Grand, elle intègre l'École normale supérieure en 1996 (9e). 
Latiniste et helléniste, elle se tourne alors vers la recherche en histoire contemporaine. Entrée à Sciences Po en 1996, elle quitte l'Institut avant la fin de sa première année, après avoir soutenu un mémoire sur l'Affaire Kravchenko, sous la direction d'Olivier Dard. En 1998, elle est major à l'agrégation d'histoire-géographie. Après une maîtrise d'histoire à la Sorbonne sous la direction de Jean-Marie Mayeur en 1997, consacrée au Centre démocratie et progrès, elle soutient en 2003 une thèse de doctorat d'histoire, sous la direction de Jean-Paul Brunet : « Le centrisme sous la Ve République, de 1962 à 1976. L’affirmation d’une force politique et la conquête du pouvoir : deux défis impossibles ? ».
Elle est spécialiste des années pompidoliennes et du mouvement centriste.
Elle enseigne quelques années l'histoire politique et sociale de la France aux XIXe et XXe siècles à l'université (Sorbonne, Nanterre), avant de devenir plume pour des hommes politiques et des chefs d'entreprise.
Elle est aujourd'hui écrivain, auteur d'essais, de nouvelles et de romans. Son essai Ma part d'animal, paru en 2018 aux Éditions Léo Scheer, est récompensé par le Prix Oulmont de l'essai 2019. Ce texte, qui met en lumière le quotidien indigne des ouvriers des abattoirs, est une réflexion sur « le sens profond de l'être végétarien ». Dans une tribune parue dans Le Monde, elle dénonce l'abattoir comme « lieu de l'aliénation humaine » et « les dérives d'une industrie qui ne cherche que le profit ». 

Elle publie en 2021 un roman, Nos paradis perdus, salué par Éric Naulleau dans la revue littéraire Transfuge comme « l’une des révélations de cette rentrée littéraire », « Il était temps qu’un écrivain place des mots sur l’émotion qui nous serre le cœur à intervalles toujours plus rapprochés, traduise dans la plus haute langue notre certitude du désastre à venir [...] Muriel de Rengervé fait d’abord s’entrechoquer les époques et les continents comme si trois millions d’années d’évolution passaient en accéléré sous l’œil d’un démiurge accablé par la ruine de son œuvre. Jamais dépôt de bilan ne fut si visionnaire et soucieux du style — il faut se figurer un film de Dziga Vertov pour les tourbillons d’images et l’impitoyable sobriété d’un récit biblique pour la voix off [...]. Une fois la dernière page tournée, le lecteur ne demande qu’à reprendre depuis le début Nos paradis perdus ».
En janvier 2024 paraît son troisième roman, Grandeur et misère des Caligny, une fiction qui raconte à travers l'histoire d'une famille  de la noblesse bretonne l'évolution de la France depuis les années 1960 et les relations entre les classes sociales.
Elle reçoit le 3e prix du Prix Henry Jacques Le Même 2023, pour sa nouvelle Construire comme on écrit, dont le thème est la Villa Malaparte à Capri.
En 2025, elle publie son quatrième roman, Vous ne savez rien de Shuji Muraoka, librement inspiré de la vie du romancier japonais Osamu Dazai.

## Publications

### Recherche historique
- « Culture et action chez Georges Pompidou », Vingtième Siècle. Revue d'histoire, 1999/3, no 63.
- « Georges Pompidou, l'ouverture au centre et le CDP », colloque organisé par l’Association Georges Pompidou, Un politique : Georges Pompidou, 25-26 novembre 1999. Un politique : Georges Pompidou, PUF, 2001, p. 277-294.
- « Jacques Foccart, Georges Pompidou et l’ouverture », journée d’études consacrée à Jacques Foccart, « Foccart entre France et Afrique », 2 décembre 2001, Centre d’études africaines – EHESS. Cahiers du centre de recherches historiques, octobre 2002, no 30, p. 117-128
- « Le parti radical dans le Mouvement réformateur », Un siècle de radicalisme, Serge Berstein et Marcel Ruby (eds), Presses universitaires du Septentrion, 2004, p. 187-201.
- « Les centristes face à Mai 68 : du désenchantement à la révolte, l’explosion finale de dix ans d’une fausse stabilité », À chacun son Mai ? Le tour de France de mai-juin 1968, actes du colloque « Identités confrontées à mai-juin 1968 », Lyon, 25, 26 et 27 mars 2009, Presses universitaires de Rennes, 2011.
- « Le Centre démocrate », Le centrisme en France aux XIXe et XXe siècles : un échec ?, Colloque organisé par le Centre aquitain d'histoire moderne et contemporaine de l'université Michel de Montaigne-Bordeaux III, l'Institut universitaire de France, la Maison des sciences de l'homme d'Aquitaine et le Comité d'histoire politique parlementaire, 5 décembre 2012. Le centrisme en France aux XIXe et XXe siècles : un échec ?, Sylvie Guillaume (éd.), Publications de la MSHA, 2014.
- « Ecole normale supérieure », Dictionnaire Pompidou, Christine Manigand, Olivier Sibre (dir.), Robert Laffont, 2024, 736 p.,  (ISBN 9782221263952).

### Œuvres littéraires
- Parle-leur maintenant, roman, Paris, éd. Jacob-Duvernet, 2012.
- Contes et légendes du Gouffre de Padirac, jeunesse, éd. Jacob-Duvernet, 2013.
- L’Affaire Richard Millet : critique de la bien-pensance, essai, éd. Jacob-Duvernet, 2013, éd. Léo Scheer, rééd., 2016.
- « José est mort », nouvelle, La Revue littéraire, 2018.
- Ma part d’animal, essai, Léo Scheer, 2018. Prix Charles Oulmont de la Fondation de France, 2019.
- « Cristina Campo et l’ardent sanglot : liturgie, poésie et beauté », in Réprouvés, bannis, infréquentables, ouvrage collectif, éd. Léo Scheer, 2018.
- « Le salon sans livres du comte de Liquien. Réflexions sur la décadence culturelle de la noblesse contemporaine », nouvelle, La Revue littéraire, 2019.
- Nos paradis perdus, roman, Æthalidès, 2021.
- Grandeur et misère des Caligny, roman, La mouette de Minerve, 2024.
- Vous ne savez rien de Shuji Muraoka, roman, La mouette de Minerve, 2025.